# Lista de mascotes da Copa do Mundo FIFA
As Copas do Mundo de Futebol organizadas pela FIFA passaram a ter mascotes em 1966, quando a disputa ocorreu na Inglaterra.
Desde então, teve os seguintes mascotes:

## Mascotes
| Copa do Mundo | País                  | Imagem                          | Mascote(s)                                                                                              | Descrição | Ref.   |
| Copa de 1966  | Inglaterra            | Willie.                         | Um leão                                                                                                 | Um leão (animal símbolo da Grã-Bretanha jogando bola e vestindo uma camisa de seu país). | [ 1 ]  |
| Copa de 1970  | México                | Juanito Maravilha.              | Um garoto com o uniforme mexicano e sombreiro                                                           | O primeiro mascote humano | [ 2 ]  |
| Copa de 1974  | Alemanha Ocidental    | Tipp e Tap.                     | Dois meninos vestidos de jogadores de futebol.                                                          | Dois meninos com o uniforme da seleção da Alemanha Ocidental. Um tinha as inicias de Copa do Mundo em alemão (WM - Weltmeisterschaft) numa camisa e o outro o ano da Copa (74). | [ 3 ]  |
| Copa de 1978  | Argentina             | Gauchito                        | | | [ 4 ]  |
| Copa de 1982  | Espanha               | Naranjito.                      | Uma laranja, vestida com o uniforme da seleção espanhola.                                               | Naranjito foi a primeira fruta como mascote em Copas do Mundo. A laranja com a camisa da seleção espanhola fez muito sucesso por ser simples. Além de estar estampada em vários produtos da Copa a laranjinha da Copa protagonizou uma série de desenhos animados na televisão espanhola. No revival dos anos 1980 Naranjito aparece com um dos símbolos dos anos 80.            | [ 5 ]  |
| Copa de 1986  | México                | Pique.                          | Uma pimenta (Jalapeño).                                                                                 | Pique era uma pimenta (Jalapeño) com bigode vestida com as cores da seleção local e um típico sombreiro mexicano. | [ 6 ]  |
| Copa de 1990  | Itália                | Ciao.                           | Um boneco, em forma de barras e com as cores da bandeira italiana, representando um jogador de futebol. | Ciao” combinava a complexidade da geometria com a simplicidade de uma figura de jogador com uma bola como cabeça e as cores de Itália. Transmite o espírito e a paixão pelo futebol. O corpo de Ciao, quando desmontado, se reconstruiria formando a escrita "ITÁLIA". | [ 7 ]  |
| Copa de 1994  | Estados Unidos        | Striker                         | Um cachorro                                                                                             | Quando a tarefa de produzir um mascote para a Copa do Mundo foi dada aos americanos, ao invés de fazerem como a Inglaterra, que escolheram seu animal nacional (o leão), os Estados Unidos decidiu usar um animal doméstico, um cão, ao invés da emblemática águia americana, pois esta já tinha sido utilizada como mascote nos Jogos Olímpicos de Los Angeles, dez anos antes. | [ 8 ]  |
| Copa de 1998  | França                | Footix                          | Um galo.                                                                                                | O galo é o animal nacional do país e Footix era um Galo azul, cor da camisa da seleção francesa. | [ 9 ]  |
| Copa de 2002  | Coreia do Sul e Japão | Os “Spheriks” - Ato, Kaz e Nik. | Criaturas alienígenas                                                                                   | Os “Spheriks” são três excêntricas personagens imaginárias que chegaram de um distante planeta no que se praticava um desporto semelhante ao futebol. | [ 10 ] |
| Copa de 2006  | Alemanha              | Goleo VI e Pille                | Um leão e uma bola falante.                                                                             | Um leão de 2 metros e 30 centímetros de altura e 18 anos. Goleo veste a camisa 06 da Alemanha em referência ao ano da Copa e tem a companhia de Pille, uma bola falante. Ao contrário dos outras mascotes Goleo VI não é um desenho. | [ 11 ] |
| Copa de 2010  | África do Sul         | Zakumi                          | Leopardo                                                                                                | Zakumi é um leopardo amarelo com o cabelo verde (representando as cores da bandeira sul-africana) | [ 12 ] |
| Copa de 2014  | Brasil                | Fuleco                          | Tatu Bola (Tatu-bola-da-caatinga)                                                                       | O mascote, Fuleco, é um tatu-bola-da-caatinga, animal natural da região do nordeste do Brasil e encontra-se em estado de espécie ameaçada de extinção. O seu nome vem da união das palavras "futebol" e "ecologia". | [ 13 ] |
| Copa de 2018  | Rússia                | Zabivaka                        | Lobo Sibério                                                                                            | O nome "Zabivaka" significa "aquele que marca o gol" em Russo. | [ 14 ] |
| Copa de 2022  | Catar                 | La'eeb                          | Lenços de cabeça                                                                                        | O nome "La'eeb" significa "jogador super-habilidoso" em Árabe. | [ 15 ] |

### Mascotes do Mundial Sub-20
| Campeonato | País          | Mascote(s)           | Descrição      | Observação                     | Ref.   |
| 2011       | Colômbia      | Bambuco el guacamayo | Arara-vermelha | Ave comum na Colômbia.         | [ 16 ] |
| 2013       | Turquia       | BKanki               | Kangal         | Um cachorro comum na Turquia.  | [ 17 ] |
| 2015       | Nova Zelândia | Wooliam              | Ovelha negra   | Animal comum na Nova Zelândia. | [ 16 ] |

### Copa do Mundo de Futebol Feminino
| Campeonato | País                      | Mascote(s) | Descrição              | Ref.   |
| 1991       | China                     | Ling Ling  | Passarinha             |        |
| 1995       | Suécia                    | Fiffi      | Viking                 |        |
| 1999       | Estados Unidos            | Nutmeg     | Raposa                 |        |
| 2007       | China                     | Hua Mulan  | Garota                 |        |
| 2011       | Alemanha                  | Karla Kick | Gata                   | [ 18 ] |
| 2015       | Canadá                    | Shueme     | Coruja                 | [ 19 ] |
| 2019       | França                    | Ettie      | Pintinha               | [ 20 ] |
| 2023       | Austrália e Nova Zelândia | Tazuni     | Pinguim (Pinguim-azul) |        |